# تقريب الأسانيد وترتيب المسانيد
تقريب الأسانيد وترتيب المسانيد هو كتاب في مختصر في أحاديث الأحكام متصل الاسانيد بالأئمة الأعلام جمعه أبو الفضل زين الدين عبد الرحيم بن الحسين بن عبد الرحمن بن أبي بكر بن إبراهيم العراقي.

## نبذة الكتاب
قال المؤلف في مقدمة الكتاب أردت أن أجمع لابني أبي زرعة، مختصرا في أحاديث الأحكام، يكون متصل البأسانيد بالأئمة الأعلام، يستغني بها عن حمل الأسفار في الأسفار وعن مراجعة الأصول عند المذاكرة والاستحضار، ويتخلص به من الحرج في الجزم بنقل ما ليس له به رواية.